# Hohenmocker
Hohenmocker – gmina w Niemczech,  w kraju związkowym Meklemburgia-Pomorze Przednie, w powiecie Mecklenburgische Seenplatte, wchodząca w skład Związku Gmin Demmin-Land.
Dzielnice: Hohenmocker, Hohenbrünzow, Peeselin, Sternfeld, Strehlow, Tentzerow